# 당근 주스

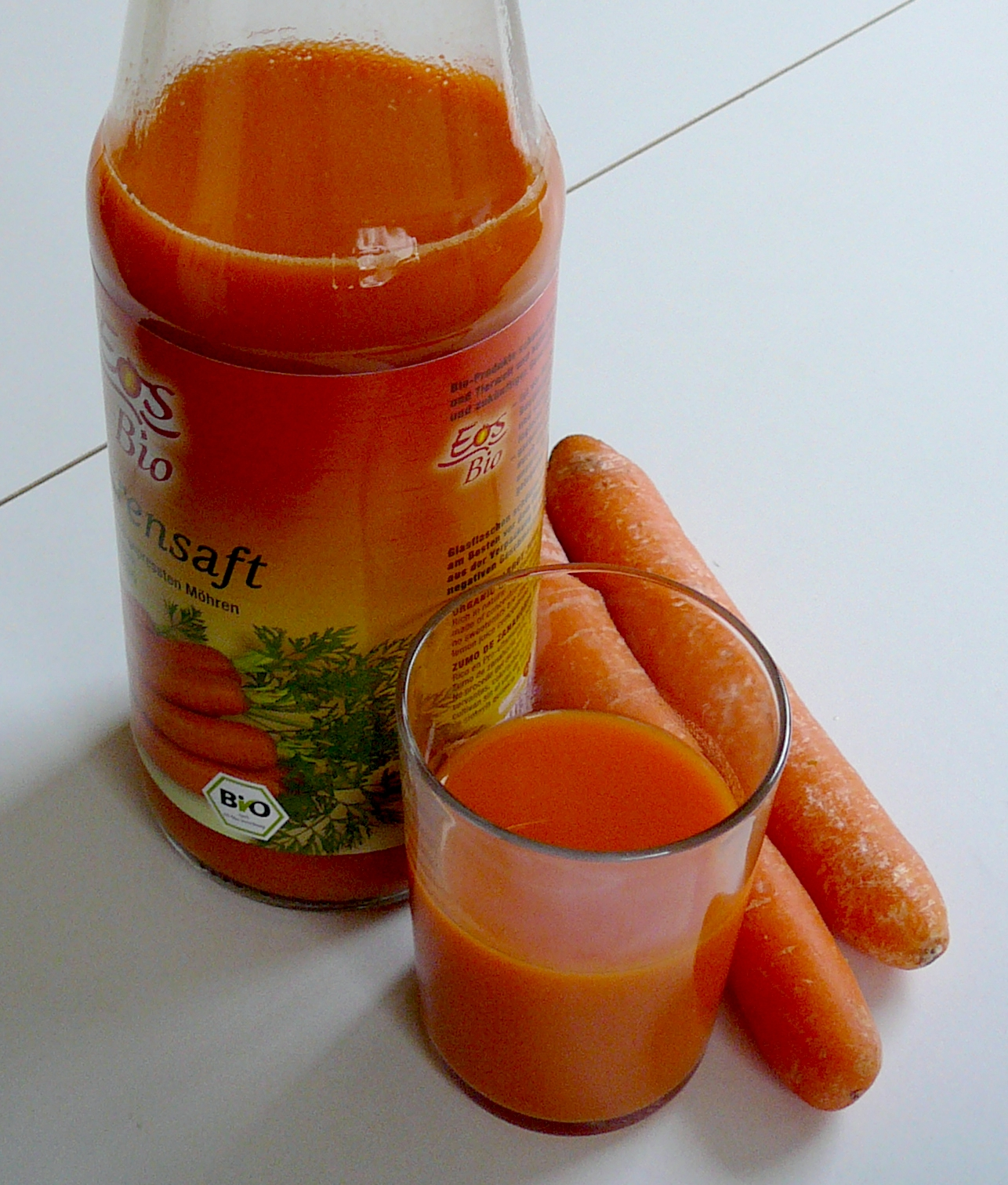
당근 주스

당근 주스(영어: carrot juice)는 당근을 이용해 만든 야채 주스이다. 당근 주스에서는 농축된 당근의 독특한 풍미를 느낄 수 있으며, 많은 주스와는 다르게 주스의 탁도가 높다. 일반적으로 당근 주스는 건강 음료로 분류된다. 당근만을 착즙하여 마시는 것이 일반적인 방법이나, 당근 외에 사과 등을 함께 갈아서 마시는 경우도 있다.
당근 주스에는 높은 함량의 비타민 A의 전구 물질인 베타카로틴을 함유하고 있는데, 이 베타카로틴은 인체의 체내에 흡수되면 비타민 A로 전환된다. 또한 비타민 B군의 일종인 엽산도 풍부하며, 칼슘, 마그네슘, 칼륨, 인이나 아연 같은 무기 화합물을 다량으로 함유하고 있다. 주로 당근을 착즙하는 방법으로 당근 주스를 만들며, 이 때 과육과 과즙을 분리하는 것이 핵심이다. 당근의 과육이 매우 질기기 때문에 분리하지 않으면 식감이 떨어질 수 있기 때문이다.
베타카로틴이 다량으로 함유된 다른 식품처럼, 당근 주스를 과량으로 섭취할 경우 당근에 함유된 카로틴 색소가 피부에 침착되면서 카로틴축적증이 생길 수 있다. 24시간 내에 3컵 이상의 당근 주스를 마셨을 경우 카로틴축적증이 발생할 가능성이 높아진다. 일정 시간이 지나면 침착된 카로틴 색소가 사라지며 다시 원래의 피부색으로 돌아온다.

## 영양 정보
미국 농무부(USDA)에 따르면 캔 당근 주스 캔 1컵(236 ml)에는 다음의 영양이 포함되어 있다:
- 칼로리 : 95
- 지방: 0.35
- 탄수화물: 21.90
- 섬유질: 1.9
- 단백질: 2.24
- 콜레스테롤: 0.010

## 같이 보기
- 스무디
- 당근 요리 목록
- 주스 목록